# Bruktererpeton
Bruktererpeton — вимерлий рід гефіростегідових рептіліоморф, відомий з пізнього карбону Рейн-Рурського округу, західна Німеччина. Вперше він був описаний і названий Юргеном А. Боєм і Клаусом Банделем у 1973 році, типовим видом є Bruktererpeton fiebigi. Недавні філогенетичні аналізи підтвердили, що Bruktererpeton є сестринським таксоном більш відомого роду Gephyrostegus.